# Afzetting (stratigrafie)

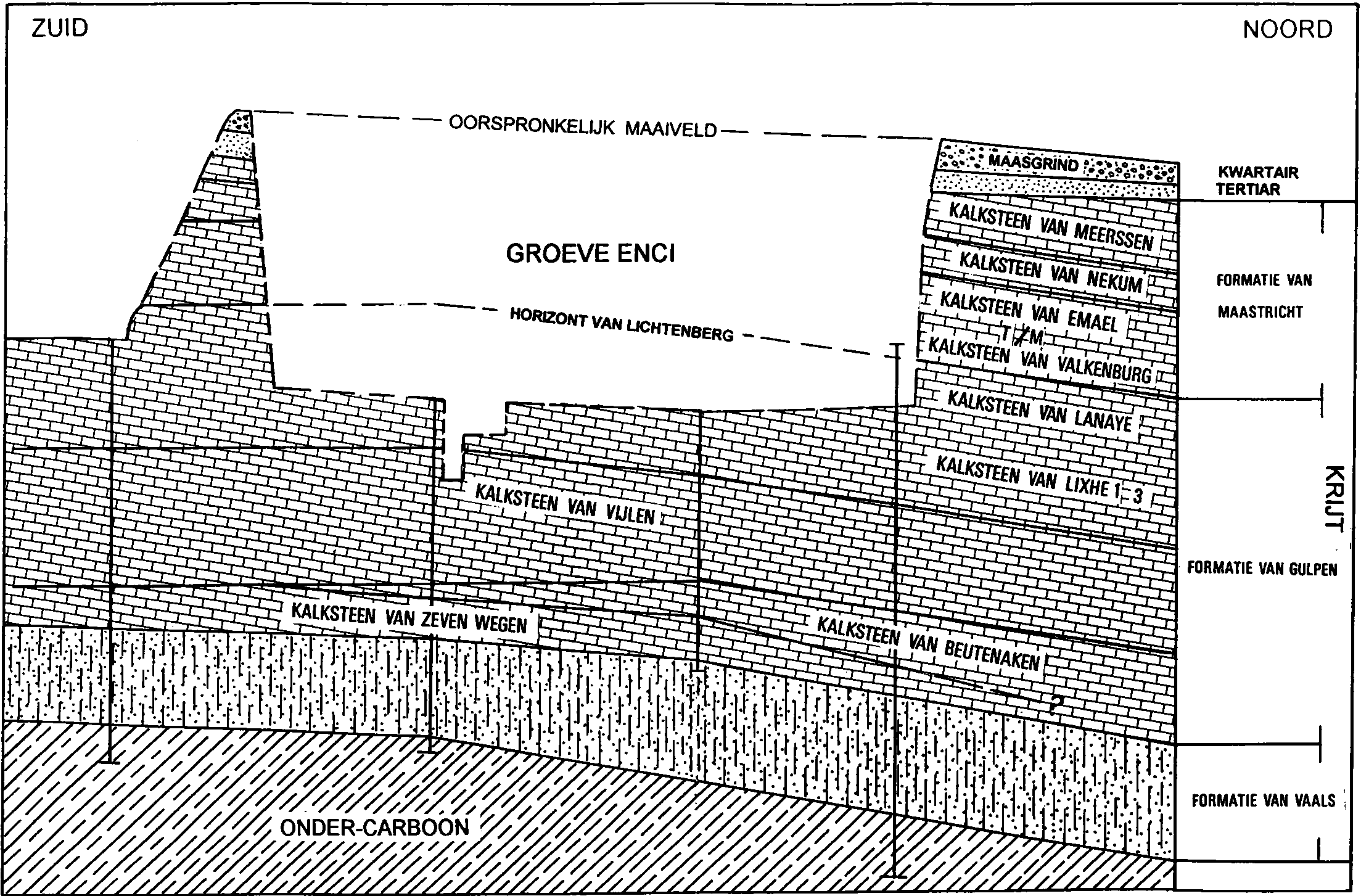
Geologische doorsnede van de ENCI-groeve met de verschillende kalksteenlagen in drie formaties Vaals, Gulpen, Maastricht, gescheiden door horizonten

Een afzetting, lid of laagpakket (Engels: member) is in de lithostratigrafie een onderverdeling van een formatie. Een afzetting kan enkele decimeters tot honderden meters dik zijn. Afzettingen van formaties kunnen zowel lateraal vervolgbare lagen zijn als een verschil in facies weergeven. Op een geologische kaart worden dagzomende afzettingen van een formatie meestal niet met een aparte kleur maar door arcering weergegeven. Afzettingen worden van elkaar gescheiden door horizonten.

## Voorbeelden
- In de Formatie van Maastricht bevinden zich onder andere de leden Kalksteen van Nekum en de Kalksteen van Emael die van elkaar gescheiden worden door de Horizont van Laumont.
- In de Formatie van Gulpen bevinden zich onder andere de leden Kalksteen van Vijlen en de Kalksteen van Beutenaken die van elkaar gescheiden worden door de Horizont van Bovenste Bosch.